# Abraxas flavimacula
Abraxas flavimacula là một loài bướm đêm thuộc họ Geometridae. Nó được Warren miêu tả năm 1896. Nó được tìm thấy ở Úc.